# Rétraction
Ne doit pas être confondu avec  rétraction en théorie des catégories.
En topologie générale et surtout en topologie algébrique, une rétraction est, intuitivement, un « rétrécissement » d'un espace topologique sur l'un de ses sous-espaces. Ce sous-espace est un rétract par déformation s'il existe une fonction permettant d'effectuer ce « rétrécissement » de façon continue.

## Définitions
Soient X un espace topologique et A un sous-espace.
- Une rétraction de X sur A est une application continue r de X dans A dont la restriction à A est l'application identité de A, c'est-à-dire telle que pour tout point a de A, r(a) = a ; autrement dit, c'est une rétraction de l'application d'inclusion i de A dans X : r ∘ i = IdA. On dit que A est un rétract[1] (ou rétracte[2] ) de X s'il existe une telle rétraction[3].
- On dit que A est un rétract de voisinage de X si A est un rétract d'un voisinage de A dans X[4].
- Un rétract absolu pour une famille ℱ d'espaces topologiques (ou ARℱ, de l'anglais absolute retract) est un élément de ℱ qui est un rétract de tout élément de ℱ dans lequel il est fermé[3]. Lorsque la famille ℱ n'est pas explicitée, il s'agit de celle des espaces normaux. De même, un rétract absolu de voisinage pour ℱ (ou ANRℱ, de l'anglais absolute neighbourhood retract) est un élément de ℱ qui est un rétract de voisinage de tout élément de ℱ dans lequel il est fermé[3].
- Une rétraction par déformation de X sur A est une homotopie entre une rétraction de X sur A et l'application identité de X, c'est-à-dire une application continue{\displaystyle F:X\times [0,1]\to X}telle que{\displaystyle \forall x\in X,~F(x,0)=x{\text{ et }}F(x,1)\in A\quad {\text{et}}\quad \forall a\in A,~F(a,1)=a.}On appelle aussi rétraction par déformation[5] toute rétraction r dont la composée i ∘ r avec l'inclusion est homotope à l'identité de X, c'est-à-dire toute application de X dans A de la forme x ↦ F(x, 1) avec F comme ci-dessus. On dit que A est un rétract par déformation de X s'il existe une rétraction par déformation de X sur A.
- Une rétraction forte par déformation est une telle application F vérifiant de plus{\displaystyle \forall t\in [0,1],\forall a\in A,~F(a,t)=a.}(Certains auteurs[6] appellent cela une rétraction par déformation.)

## Propriétés et exemples
Toute rétraction de X sur A est évidemment surjective.
Tout singleton d'un espace en est un rétract. C'est un rétract par déformation si et seulement si l'espace est contractile (ce qui n'est possible que s'il est connexe par arcs). Il existe des espaces contractiles dont aucun singleton n'est un rétract fort par déformation.
Tout rétract d'un espace séparé est fermé dans cet espace.
Tout segment de ℝ en est un rétract.
Pour toute application continue f : X → Y, l'espace Y est un rétract fort par déformation du cylindre de f.
Si X a la « propriété de point fixe », c'est-à-dire si toute application continue de X dans X possède un point fixe, alors tout rétract de X a aussi cette propriété. En particulier, la n-sphère Sn n'est pas un rétract de la (n+1)-boule fermée Bn+1, puisque la boule a la propriété de point fixe, contrairement à la sphère.
Un sous-espace A est un rétract de X si et seulement si toute application continue de A dans un espace Y s'étend en une application continue de X dans Y.
Les rétracts absolus (de la catégorie des espaces normaux) sont exactement les espaces normaux qui sont des extenseurs absolus (ou AE, de l'anglais absolute extensor) pour cette catégorie, c'est-à-dire les espaces normaux X tels que toute application continue à valeurs dans X, définie sur un fermé d'un espace normal Y, s'étend continûment à tout Y. On a la même équivalence lorsqu'on remplace la catégorie des espaces normaux par celle des espaces métrisables, des espaces compacts ou des espaces métrisables compacts, ainsi qu'une caractérisation analogue pour les ANR.
Tout rétract d'un AR est un AR.
Théorème de prolongement de Tietze : ℝ est un extenseur absolu, ou encore, d'après ce qui précède : ℝ est un AR, donc tout intervalle réel aussi.
De plus, tout produit d'AE est un AE,. Ainsi, le cube de Hilbert [0, 1]ℕ est un AR.
La n-sphère Sn est un ANR.
Si X est un AR, tous ses groupes d'homologie, cohomologie, homotopie et cohomotopie (en) sont triviaux et X est localement contractile.
Une rétraction par déformation est un cas particulier d'équivalence d'homotopie. En fait, deux espaces homotopiquement équivalents sont toujours rétracts par déformation – et même rétracts forts par déformation – d'un même espace.